# فوجيوارا نو ناكامارو
فوجيوارا نو ناكامارو (باليابانية : 藤原 仲麻呂، عاش في الفترة بين عامي 706 – 21 أكتوبر 764) و عرف أيضاً بأسم إيمي نو أوشيكاتسو (باليابانية :恵美 押勝) أشتهر بكونه أرستقراطيًا يابانيًا (كوجي) و رجل بلاط ورجل دولة.  و مستشارًا (دايجو-دايجين) للحكومة الإمبراطورية خلال فترة نارا.

## حياته في وقت مبكر
ناكامارو هو الابن الثاني لفوجيوارا نو موتشيمارو،  الذي كان مؤسس الفرع الجنوبي لعشيرة فوجيوارا . 

## حياته مهنية
تم تقليد ناكامارو في عدة مناصب في البلاط الإمبراطوري مهمة بشكل تدريجي في عهد الإمبراطورة كوكن منها .
- وزيراليمين ( أودايجين ) [1]
- المسؤول العسكري الأعلى ( شبينايش ) [5]
- نائب الوزير ( جونديجين )

في عام 758 ، حصل ناكامارو على لقب ودور «كبير الحراس» ( تايهو ) ؛ وتغير اسمه إلى إيمي نو أوشيكاتسو (باليابانية :恵美 押勝).  و تم منحه القدرة على سك العملات النحاسية لأوشيكاتسو في العام نفسه.  و أصبح ناكامارو رئيسًا للوزراء ( تايشي ) في عهد الإمبراطور جونين .  و عمل على تأمين الحدود الشمالية مع الأينو، لكن خططه لم تنجح.  بدء خُطط لشن حملة عسكرية في كوريا ، لكن تم التخلي عنها.  عارض بعض أبناء عمومته في عشيرة فوجيوارا خططه. 

## تمرد
في عام 764 ، كان ناكامارو مؤيدًا موثوقًا للإمبراطور جونين ؛ وكان على خلاف مع الإمبراطورة السابقة كوكين وشريكها المقرب، الراهب دكي . في الصراع بين العشائر التي يقودها جونين وكوكين، تم القبض على ناكامارو وقُتل.  كما قُتلت زوجته وأطفاله.  بعد فترة وجيزة، تم عزل جونين. واستعادت كوكين العرش لمدة خمس سنوات أخرى وحكمت تحت أسم شوتوكو.